# 海軍聖尼古拉主教座堂

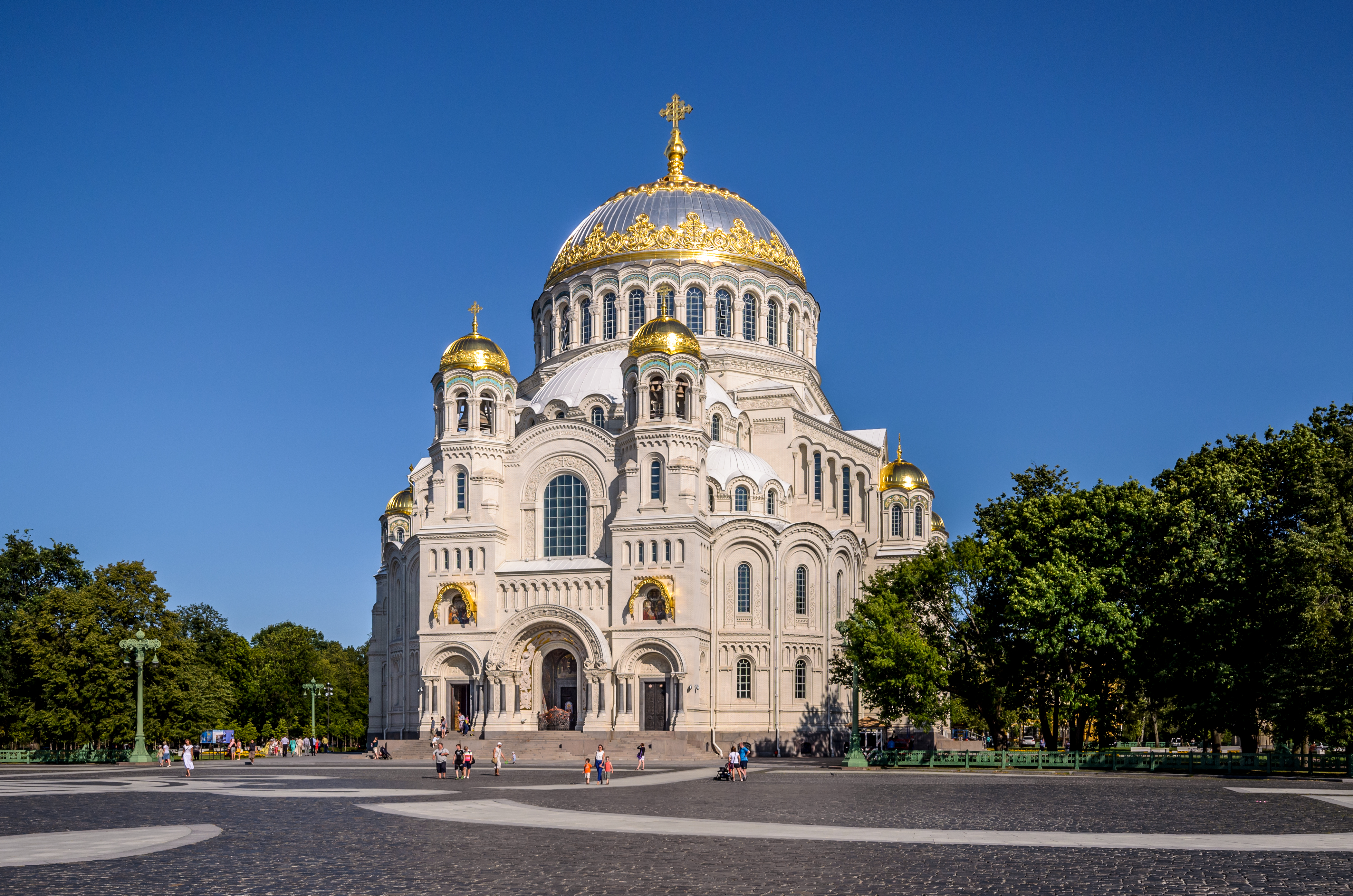
海軍聖尼古拉主教座堂

海軍聖尼古拉主教座堂（俄语：Морской Никольский собор）是俄羅斯聖彼得堡出海口上喀琅施塔得的一座俄羅斯正教會的東正教主教座堂，也是俄羅斯海軍的主教座堂。建築物以拜占庭式風格建造，造型參考了聖索菲亞大教堂。修建於1903年至1913年，起初建造的用意是以紀念陣亡的海軍將士，以及供人們為海軍祈禱的教堂。1929年，該教堂被蘇聯政府關閉，所幸並未遭到拆除的命運。此後曾改為電影院、辦公樓和海軍博物館。2005年，該建築物恢復宗教功能。

## 外部連結
- 维基共享资源上的相關多媒體資源：海軍聖尼古拉主教座堂
- Kronstadt Naval Cathedral in 60 seconds Archive.today的存檔，存档日期2014-12-01

59°59′30″N 29°46′40″E / 59.99161°N 29.77779°E